# Friedrich Poelmann
Friedrich (Fritz) Poelmann (* 22. April 1913 in Dülmen; † 28. Juli 1977) war ein deutscher Arbeitsrichter, zuletzt als Vizepräsident des Bundesarbeitsgerichts.

## Leben
Friedrich Poelmann entstammte einer Juristenfamilie. Er studierte zunächst Theologie, Philosophie und Literaturgeschichte in Münster, bevor er zum Jurastudium nach Köln wechselte, das er mit dem Referendarexamen (1938) und der Promotion (1939) abschloss. Sein Referendariat schloss er im Mai 1942 mit dem Assessorexamen ab. Von 1939 bis 1945 leistete er mit Unterbrechungen Kriegsdienst, zuletzt als Unteroffizier.

## Beruf
Da Poelmann durch seine Großmutter einen „jüdische[n] Bluteinschlag [hatte], auch wenn die Voraussetzungen des Beamtengesetzes über arische Abstammung erfüllt waren“ und da er außerdem nicht wie seit 1939 vorgeschrieben der NSDAP oder einer ihrer Gliederungen angehörte, lehnte das Reichsjustizministerium seinen Antrag auf Übernahme als Anwärter für das Richteramt ab. Er wurde im Juni 1944 auf eigenen Antrag Assessor bei der Reichspostdirektion Köln, ohne den Dienst kriegsbedingt je angetreten zu haben.
1945 arbeitete er zunächst als Assessor bei einem Rechtsanwalt, bevor er im Januar 1946 zum Gerichtsassessor und kurz darauf zum Amtsgerichtsrat ernannt wurde. Am 1. August 1946 wurde er Vorsitzender des Arbeitsgerichts Köln, im August 1949 wurde er Vorsitzender der neu errichteten Kölner Kammer des Landesarbeitsgerichts Düsseldorf. Im Januar 1953 übernahm er als Präsident die Leitung des Landesarbeitsgerichts Hamm. Nach Gründung des Bundesarbeitsgerichts (BAG) wurde er 1954 auf Betreiben Nipperdeys, bei dem er Assistent gewesen war, zum Bundesrichter beim BAG ernannt. 1956 wurde er Senatspräsident. Von 1972 bis 1976 war er Vorsitzender Richter und ab 1973 ständiger Vertreter des Präsidenten des BAG. Von 1976 bis zu seinem Tod 1977 war er Vizepräsident des BAG.

## Publikationen
- Der Gedanke der Vorteilsausgleichung im neueren Wirtschaftsrecht. Düsseldorf 1939.